# Andreas Hedlund
Andreas Hedlund (Skellefteå, Švedska, 17. rujna 1973.) poznatiji kao Vintersorg i Mr. V je švedski heavy metal pjevač i glazbenik.

## Životopis
Glazbenu je karijeru započeo 1991. kao član death metal-sastava Masticator, koji je objavio jedan demoalbum i raspao se. Godine 1994. osnovao je sastav Vargatron (Švedski: Prijestolje vuka). Sastav svirao je black metal s čistimi vokalima. Godine 1996., sastav promijenio ime u Vintersorg (Švedski: Zimska tuga) gdje Hedlund svira do danas.
Godine 1997. pridružio se projektu Cosmic Death, kao pjevač, gitarist i klavijaturist. Sastav svirao je melodični black metal. Sastav se raspao nakon godine, ali 2006. se vratio. 
Godine 2000. osnovao je sastav Havayoth koji osnovao s Marcusom "Vargher" E. Normanom s Ancient Wisdom, Bewitched, Naglfar i Throne of Ahaz i Morganom Hanssonom. Hedlund pjevao je na albumu His Creation Reversed i napustio je sastav.
Kad ICS Vortex napustio Borknagar, Hedlund pridružio se sastava. S Borknagarom snimljen šest albuma. Godine 2005. osnovao je glazbeni projekt Cronian s Øysteinom G. Brunom. Godine 2006. objavljen je prvi album Terra. Godine 2019., Hedlund napustio je Borknagar.

## Diskografija
Borknagar
- Empiricism (2001.)
- Epic (2004.)
- Origin (2006.)
- Universal (2010.)
- Urd (2012.)
- Winter Thrice (2016.)

Vintersorg
- Till fjälls (1998.)
- Ödemarkens son (1999.)
- Cosmic Genesis (2000.)
- Visions from the Spiral Generator (2002.)
- The Focusing Blur (2004.)
- Solens rötter (2007.)
- Jordpuls (2011.)
- Orkan (2012.)
- Naturbål (2014.)
- Till fjälls, del II (2017.)

Otyg
- Älvefärd (1998.)
- Sagovindars boning (1999.)

Cronian
- Terra (2006.)
- Enterprise (2008.)
- Erathems (2013.)

Fission
- Crater (2004.)
- Pain Parade (2008.)

Havayoth
- His Creation Reversed (2000.)